# Клитин, Александр Михайлович
Александр Михайлович Кли́тин (21 октября 1860, Смоленская губерния — 1919) — религиозный писатель, священник, профессор богословия в Новороссийском университете.

## Биография
Родился в Смоленской губернии в семье инспектора духовного училища.
В 1884 году окончил Московскую духовную академию. Преподавал греческий язык в Севском духовном училище (Оренбургская губурнии).
Магистерская работа Александра Клитина была посвящена аргументации в пользу принадлежности Пастырских посланий ап. Павлу («Подлинность посланий св. ап. Павла к Тимофею и Титу», К, 1887). После защиты диссертации (1889) преподавал в КДС и кадетском корпусе (1893).
В 1893 году принял сан священника. Был настоятелем Александро-Невской церкви при Императорском Новороссийском Университете.
В 1903 году был командирован за границу для научных занятий. В дальнейшем А. М. Клитин работал в области основного богословия, курс которого вел, являясь профессором Новороссийского университета с 1900 года.

## Религиоведение
Клитин был одним из тех, кто стоял у истоков российского религиоведения как научной дисциплины в России. Основной труд Клитина «История религии» остался незавершённым. К изучению религий исследователь подходил с научных позиций, что было ново для православного богословского образования. Учёный выявлял общие элементы религий, давал их классификацию. Он стремился определить, каким образом связаны понятия религии и цивилизации. В вышедшем томе автор рассмотрел общие вопросы религиоведения, подробно охарактеризовал религии доисторчсеских народов, таких как кельты, германцы, славяне, народов Азии, Африки, Америки, Австралии и особенно детально — религии народов семитской группы (ассиро-вавилонян, финикиян, сирийцев, хеттов, арабов, древних египтян, евреев).
Клитин ставит очень важный вопрос об источниках библейского иудаизма; анализируя его, автор знакомит читателя с современной западной историографией вопроса, и прежде всего с мнениями критической школы и в особенности Валльгаузена о составе и характере Пятикнижия. Анализ иудаизма автор проводит в ряде плоскостей, выявляя характер и свойства бога в монотеистической религии, определяя идеи духовности и отрешенности бога от мира, разбирая законодательство Ветхого Завета, исследуя феномен пророчества. Он подчеркивает роль последнего в религиозной истории человечества. «Только у пророков, — писал А. М. Клитин, — понятие Божества, в круге унаследованных исторических идей, достигает той высоты, премирной и абсолютно духовной, нравственной Личности, той, даже скажем, значительной высоты, которая, хотя и не может быть названа откровением нового имени Божества, но все же говорит о движении возвышенной мысли и глубокого самосознания».

## Сочинения
Его важнейшие труды:
- «Подлинность посланий святого апостола Павла к Тимофею и Титу» (Киев, 1889, магистерская диссертация);
- «Итоги XIX века» (Киев, 1899);
- «Отношение богословской науки к всемирным задачам Богочеловечества» (Одесса, 1901);
- «Памяти Н. В. Гоголя и В. А. Жуковского» (ib., 1902);
- «О современном положении богословской науки» (М., 1903);
- «Современные вопросы западной богословской науки» (Одесса, 1904);
- «Научное и педагогическое значение вопросов современного богословия» (ib., 1905);
- «Курс богословских знаний в его основных положениях» (ib., 1905);
- «Краткое слово о религиозной личности нашего времени» (ib., 1905).